# FC Minsk (femenino)
El ZFK Minsk es la sección femenina del FC Minsk, un club de fútbol bielorruso. 
El equipo se llamaba Minchanka BGPU antes de ser absorbido por el FC Minsk en 2010. Desde 2011 ha ganado tres Ligas y tres Copas. En la temporada 2015-16 superó por primera vez la fase previa de la Champions League.

## Palmarés
- 7 Ligas: 2013, 2014, 2015, 2016, 2017, 2018, 2019
- 3 Copas: 2011, 2013, 2014.

## Plantilla 2021
Las jugadoras sin bandera son de nacionalidad bielorrusa.
- Porteras: Botyanovskaya, Malayeva,  Zhamanakova.
- Defensas: Anna Kashinskaya, Viktoriya Marchik, Karina Stankevich, Ksenia Kubichnaya, Uljana Asaula, Anna Krasikova,  Selma Kapetanović,  Ebi.
- Centrocampistas: Tatiana Shereshovets, Valeria Bogdan, Elizaveta Pinchuk, Aleksandra Tsvirko, Anna Sas, Natalia Asmykovich,  Regina Otu,  Darija Đukić.
- Delanteras: Bakum, Skriganova,  Kuč, Surovtseva, Pobegaylo.

Entrenador:  Andrey Pyshnik.